# Il mare d'inverno
Il mare d'inverno è un brano interpretato dalla cantante italiana Loredana Bertè, pubblicato nel 1983 all'interno dell'album Jazz.

## Descrizione
Il brano, scritto da Enrico Ruggeri e Luigi Schiavone, testo e musica, è tra i più celebri della cantante.
Ruggeri dichiarò che l'ispirazione del brano gli fu data dalla città marchigiana di Marotta (PU), dove aveva trascorso con la madre e le zie le sue vacanze da adolescente, tornandoci anche in seguito.
Il brano può considerarsi come una lunga poesia sulla solitudine. Ruggeri descrive immagini solitamente allegre che nella cupezza invernale diventano «come un film in bianco e nero», ma che svelano sentimenti profondi e inediti. Il mare è visto come l'emblema stesso della solitudine: ampio, profondo e minaccioso. Una solitudine che viene solo coperta dall'arrivo dell'estate e dai bagnanti che affollano le spiagge con «ombrelloni aperti» e «discoteche piene di bugie». Solitudine che può arrivare all'improvviso come «il vento che agita» il mare.
La canzone, prodotta da Ivano Fossati, non è mai stata pubblicata su singolo in Italia per favorire le vendite dell'intero LP, ma esistono tre 45 giri del brano pubblicati nei Paesi Bassi, Spagna e U.R.S.S.. La voce guida della prima strofa, in un'ottava più bassa, è di Mia Martini. 
Appare anche nell'album di Ruggeri Presente del 1984.